# ووگونیا
ووگونیا (به ایتالیایی: Vogogna) یک کومونه در ایتالیا است که در استان وربانو-کوزیو-اوسولا واقع شده‌است.

## خصوصیات
ووگونیا ۱۵٫۲۸ کیلومترمربع مساحت و ۱٬۷۴۳ نفر جمعیت دارد و ۲۲۶ متر بالاتر از سطح دریا واقع شده‌است.

## خواهرخوانده
شهر Lançon-Provence خواهرخواندهٔ ووگونیا هست.